# أغدرة
أغدرة هي قرية في مقاطعة خوي، إيران. عدد سكان هذه القرية هو 71 في سنة 2006.